# إبراهيم آباد (مقاطعة فامنين)
إبراهيم‌آباد (بالفارسية: ابراهیم‌آباد) هي قرية تقع في Khorram Dasht Rural District في إيران. يقدر عدد سكانها بـ 323 نسمة .